# دهستان ارکوازی
دهستان ارکوازی، یکی از دهستان‌های بخش مرکزی شهرستان چوار در استان ایلام ایران است.
بخشی از ایل ارکوازی منجمله در این منطقه یکجانشین شده‌است.

## جمعیت
جمعیت دهستان ارکوازی براساس سرشماری عمومی نفوس و مسکن در سال ۱۳۹۵ برابر با ۲٬۳۵۹ نفر بوده‌است.